# Hahncappsia mancalis
Hahncappsia mancalis là một loài bướm đêm trong họ Crambidae.